# Jean-Paul Chiaroni
Jean-Paul Chiaroni (1962. május 25. –) francia rali-navigátor.

## Pályafutása
1986 és 2003 között összesen harmincöt világbajnoki versenyen navigált.
Philippe Bugalski navigátoraként két futamgyőzelmet is szerzett a világbajnokságon. Kettősük 1989-ben megnyerte a katalán, valamint a korzikai versenyt. A katalán ralin elért sikerük a Citroën autógyár első győzelme volt a világbajnokságon.
Bugalski társaként több európa-bajnoki futamgyőzelmet is jegyez.

### Rali-világbajnoki győzelmei
| #  | Dátum               | Rali         | Versenyző         | Autó                  | Összefoglaló |
| -- | ------------------- | ------------ | ----------------- | --------------------- | ------------ |
| 1. | 1999. április 19-21 | Katalán rali | Philippe Bugalski | Citroën Xsara Kit Car | Összefoglaló |
| 2. | 1999. május 7-9     | Korzika-rali | Philippe Bugalski | Citroën Xsara Kit Car | Összefoglaló |